# Mark F. Randolph
Mark Felton Randolph (* 3. Juli 1951) ist ein britisch-australischer Bauingenieur (Geotechnik).
Randolph erhielt seinen Bachelor- und Masterabschluss 1973 bzw. 1978 an der Universität Oxford (Queen´s College) und wurde 1978 an der Universität Cambridge (St. John´s College) promoviert. 1973 bis 1975 war er in der Abteilung Geotechnik des Building Research Establishment. 1979 wurde er Assistant Lecturer und ab 1984 Lecturer an der Universität Cambridge und Fellow des St. John’s College. 1986 wurde er Senior Lecturer, 1989 Associate Professor und 1990 Professor an der University of Western Australia. Seit 1997 ist er dort Direktor des Centre for Offshore Foundation Systems. Seit 1994 ist er außerdem Direktor des Ingenieurbüros Advanced Geomechanics in Perth.
Er befasst sich vor allem mit Pfahlgründungen und Offshore Konstruktionen.
1982 erhielt er den Preis der British Geotechnical Society. 2003 hielt er die Rankine Lecture (Science and Empiricism in Pile Foundation Design) und 2000 die Manuel Rocha Lecture in Portugal. Er ist Fellow der Royal Academy of Engineering und der Australischen Akademie der Wissenschaften.

## Schriften
- mit W. Fleming, A. Weltman, W. Elson Piling Engineering, Surrey University Press, Halstead Press, 2. Auflage 1992
- Design methods for pile groups and pile rafts, State of the Art Report, 12. ICSMFE, New Delhi, 1994, Band 5, S. 61